# 陈氏旧宅
31°34′55″N 120°17′32″E / 31.58191°N 120.29232°E
陈氏旧宅，位于中华人民共和国江苏省无锡市梁溪区崇安寺街道胜利门社区德兴巷32号，是无锡市文物保护单位。

## 特点
陈氏旧宅原为陈绍清的两式建筑旧宅，建于1920年代，地址为西河头德兴巷32号，宅内有两幢楼房，前造一幢为主楼，有磨矾石台阶，进门厅左右有两间大房间。中国人民解放军攻入无锡后，1983年6月，被定为无锡市级文物保护单位。1998年8月14日，崇安区政府确定建立崇安区图书馆。1999年4月，批准设立。之后改为大德堂中医馆。2003年再次被列为市级文保单位。